# Lucky Dube
Lucky Philip Dube, född 3 augusti 1964 i Ermelo i Mpumalanga, död 18 oktober 2007 i Rosettenville, en förstad till Johannesburg, var en sydafrikansk reggaeartist och under många år en av Sydafrikas mest säljande musikartister.
Lucky fick sitt namn eftersom hans mamma inte trodde att hon kunde få barn. Han växte upp med sin mamma, mormor och morbror och sjöng ofta i barer och i kyrkor. Till slut grundade han ett band med några vänner, men de hade inte råd med musikinstrument. Dube skrev en pjäs som han och hans bandkamrater spelade upp. Pengarna de fick in gick till en gitarr. Då kallades bandet Skyway och spelade mbagangamusik.
Idag klassas han som en av Sydafrikas största musiker och två av hans album, Prisoner och Slave är de två mest köpta musikalbumen i Sydafrikas historia. Hans första skiva som soloartist släpptes år 1982. Enbart skivan Slave har sålt i över 500 000 exemplar. Låten Together as One var även den första låten framförd av en svart man som spelades på en radiokanal för vita människor. Lucky Dube räknas även som en av de största reggaeartisterna genom tiderna.
Den 2 juli 2005 deltog Lucky Dube i Live 8-festivalen i Johannesburg till förmån för de svältande barnen i Afrika.
Den 18 oktober 2007 mördades han av tre pistolmän. Motivet antas ha varit bilkapning. Han sköts när han hade stannat bilen i förorten Rosettenville för att släppa av sina egna barn. Svårt skadad försökte han köra från platsen, men förlorade nästan omedelbart medvetandet och kolliderade med ett träd. När ambulans var på plats var reggaestjärnan död.

## Diskografi (i urval)
- 1982 – Rastas Never Die
- 1984 – Rastas Never Die/Save the Children
- 1987 – Slave
- 1988 – Together As One
- 1989 – Prisoner
- 1990 – Captured Live
- 1991 – House of Exile
- 1993 – Victims
- 1995 – Trinity
- 1997 – Taxman
- 1999 – The Way It Is
- 2001 – Soul Taker
- 2003 – The Other Side
- 2006 – Respect